# Ново село (Софийска област)
Вижте пояснителната страница за други значения на Ново село.
Ново село е село в Западна България. То се намира в община Самоков, Софийска област.

## География
Село Ново село се намира в планински район, по склоновете на планинския рид Шумнатица. През него минава река Шипочаница.

## Население
- 1934 г. – 509 жители
- 1946 г. – 535 жители
- 1956 г. – 480 жители
- 1975 г. – 331 жители
- 1992 г. – 171 жители
- 2001 г. – 141 жители
- 2008 г. – 103 жители
- 2009 г. – 100 жители
- 2010 г. – 99 жители
- 2011 г. – 99 жители

## История

### Обществени институции
- Кметство, читалище „Васил Левски“

## Редовни събития
- Събор на Петровден, 29 юни

## Галерия
- Снимки от Ново село
- Изглед към селото и църквата
- Читалище „Васил Левски“ на брега на р. Шипочаница